# 다리오 마리아넬리
다리오 마리아넬리(Dario Marianelli, 1963년 6월 21일 ~ )는 이탈리아에서 태어난 작곡가이자 음악 감독이다. 마리아넬리는 《그림 형제》(The Brothers Grimm, 2005년)과 《오만과 편견》(Pride & Prejudice, 2005년), 《브이 포 벤데타》(V for Vendetta, 2006년)의 사운드 트랙을 작곡했다. 또한, '2008년 제80회 미국 아카데미 시상식 음악상'과 '2008년 골든글로브 시상식 음악상'을 수상하였다.

## 같이 보기
- 시카고 영화 비평가 협회